# Conrad Nicholson Hilton
- Bazit Hooang Hilton (cháu nội Paris)}}

}}
Conrad Nicholson Hilton (25 tháng 12 năm 1887– 3 tháng 1 năm 1979) là một nhà quản lý khách sạn người Mỹ, người sáng lập ra chuỗi khách sạn Hilton nổi tiếng thế giới, ông của nữ diễn viên Paris Hilton.

## Tiểu sử
Conrad Hilton được sinh ra tại San Antonio, New Mexico là con trai của ông Augustus Halvorsen Hilton (1854–1919), người gốc Na-uy và bà Mary Genevieve Laufersweiler. Conrad theo học trường Goss Military Academy (sau này là the New Mexico Military Institute) rồi tới St. Michael's College (nay là Santa Fe University of Art and Design) và the New Mexico A&M University (nay là New Mexico State University, Las Cruces, NM). Ông cũng từng thành viên của hội sinh viên quốc tế Tau Kappa Epsilon – Alpha Omicron Chapter.
Ở tuổi đôi mươi, Conrad trở thành đại diện của đảng Cộng hòa trong cơ quan lập pháp đầu tiên của bang New Mexico Legislature, khi bang này mới thành lập. Ông cũng phục vụ hai năm trong quân đội Hoa Kỳ trong Thế chiến I. Trong khi Conrad ở Pháp cùng với quân đội sau chiến tranh, cha của Conrad đã bị qua đời trong một tai nạn xe hơi.
Ảnh hưởng lâu dài nhất để định hình triết lý từ thiện của Hilton ngoài cha mẹ là Giáo hội Công giáo La Mã và các chị em. Anh ta tin rằng mẹ anh ta đã hướng dẫn anh ta cầu nguyện và nhà thờ bất cứ khi nào anh ta gặp rắc rối hoặc mất tinh thần thời niên thiếu vì mất đi của chú ngựa yêu quý đến những tổn thất tài chính nghiêm trọng trong cuộc Đại suy thoái. Mẹ liên tục nói với Conrad rằng cầu nguyện là khoản đầu tư tốt nhất có thể làm.

## Sự nghiệp
Từ khi còn là cậu bé, Conrad đã học kỹ năng kinh doanh bằng việc làm trong cửa hàng tổng hợp của cha mình ở Hạt Socorro, New Mexico, được chuyển đổi một phần thành một khách sạn 10 phòng. Tiếp theo đó là những kinh nghiệm đa dạng, bao gồm cả vai trò là đại diện tại Cơ quan lập pháp hành chính đầu tiên của New Mexico và quyết định trở thành nhân viên ngân hàng.
Đó là ý định mua một ngân hàng mà khi ông đến Texas ở đỉnh điểm của sự bùng nổ dầu mỏ. Thay vào đó, ông đã mua khách sạn đầu tiên của mình, khách sạn Mobley 40 phòng ở Cisco, Texas, vào năm 1919 khi việc mua lại ngân hàng không thành công. Khách sạn đã kinh doanh khởi sắc đến mức các phòng có khách ra vào thường xuyên ba lần một ngày và phòng ăn được chuyển đổi thành phòng bổ sung để đáp ứng nhu cầu.
Ông tiếp tục mua lại và xây dựng các khách sạn trên khắp Texas, bao gồm cả tòa cao tầng Dallas Hilton, khai trương vào năm 1925; khách sạn Abilene năm 1927; Waco Hilton năm 1928; và El Paso Hilton vào năm 1930. Khách sạn đầu tiên bên ngoài Texas mà Hilton xây dựng là vào năm 1939 tại Albuquerque, New Mexico. Ngày nay, nó được gọi là khách sạn Andaluz. Trong cuộc Đại khủng hoảng, Hilton gần như bị buộc phải phá sản và mất quyền điều hành một số khách sạn của mình. Tuy nhiên, ông được giữ lại làm quản lý của một chuỗi kết hợp và cuối cùng đã giành lại quyền kiểm soát tám khách sạn còn lại của mình.
Trong thập kỷ tiếp theo, ông mở rộng về phía tây tới California và phía đông đến Chicago và New York, trao vương miện cho những thương vụ mua lại như Khách sạn Stevens ở Chicago (lúc đó là khách sạn lớn nhất thế giới, được đổi tên thành Conrad Hilton), và Waldorf- Astoria ở New York. Ông thành lập Tập đoàn khách sạn Hilton năm 1946 và Công ty quốc tế Hilton năm 1948.
Trong những năm 1950 và 1960, với việc mở rộng trên toàn thế giới của Hilton Hotels tạo điều kiện thuận lợi cho cả du lịch Mỹ và doanh nghiệp nước ngoài của các tập đoàn Mỹ. Đó là chuỗi khách sạn quốc tế đầu tiên trên thế giới, đồng thời thiết lập một tiêu chuẩn nhất định trên toàn thế giới đối với phòng khách sạn. Tổng cộng, Hilton cuối cùng đã sở hữu 188 khách sạn tại 38 thành phố ở Mỹ, bao gồm khách sạn Mayflower ở Washington, DC, Palmer House ở Chicago, và khách sạn Plaza và Waldorf-Astoria ở thành phố New York, cùng với năm mươi bốn khách sạn ở nước ngoài. Sau nay, Conrad mua lại Công ty tín dụng Carte Blanche và quan tâm đến công ty American Crystal Sugar Company cũng như các doanh nghiệp khác.
Hilton nhận bằng danh dự từ Đại học Detroit (1953), Đại học DePaul (1954), Barat College (1955), Adelphi College (1957), Đại học Sophia, Tokyo (1963) và Đại học Albuquerque (1975). Cuốn tự truyện của Hilton là Be My Guest xuất bản năm 1958 bởi Prentice Hall. Năm 1966, Hilton được con trai Barron kế nhiệm làm chủ tịch và được bầu làm chủ tịch hội đồng quản trị.

## Đời tư
Năm 1925, Hilton kết hôn với bà Mary Adelaide Barron (1906–1966). Cả hai có 3 người con: Conrad Nicholson "Nicky" Hilton Jr., William Barron Hilton và Eric Michael Hilton, trước khi ly dị năm 1934.
Năm 1942, Hilton kết hôn với nữ minh tinh Zsa Zsa Gabor và có con gái Constance Francesca Hilton trước khi ly dị năm 1947. Bà Gabor viết trong cuốn tự truyện năm 1991 One Lifetime is Not Enough rằng bà chỉ có thai do bị Hilton cưỡng bức trong thời gian ly thân. Con gái Constance của họ qua đời do cơn đột quỵ vào ngày 5 tháng 1 năm 2015 trong cảnh nghèo khó ở tuổi 67.
Năm 1976, Hilton kết hôn lần cuối với Mary Frances Kelly. Cuộc hôn nhân này kéo dài cho tới khi ông qua đời 1979. Bà Mary Hilton mất năm 2006, hưởng thọ tuổi 90.

### Gia sản
Vào ngày 3 tháng 1 năm 1979, Hilton qua đời vì nguyên nhân tự nhiên ở tuổi 91. Ông được an táng tại Nghĩa trang Calvary Hill, một nghĩa trang Công giáo ở Dallas, Texas. Ông đã để lại 500.000 đô la cho hai anh chị em còn sống của mình, 100.000 đô la cho con gái Constance Francesca Hilton và 10.000 đô la cho mỗi cháu gái và cháu trai của ông. Phần lớn tài sản của ông được để lại cho Quỹ Conrad N. Hilton được ông lập ra năm 1944. Con trai ông, Barron Hilton, người đã dành phần lớn sự nghiệp của mình để giúp xây dựng Tập đoàn khách sạn Hilton, đã đấu tranh di chúc, mặc dù đã rời công ty với tư cách là Chủ tịch, Giám đốc điều hành và Chủ tịch Hội đồng quản trị.
Một thỏa thuận đã đạt được và kết quả là Barron Hilton đã nhận được 4 triệu cổ phiếu của đế chế khách sạn, Quỹ Conrad N. Hilton đã nhận được 3,5 triệu cổ phiếu và 6 triệu cổ phiếu còn lại được để vào W. Barron Hilton Charitable Remainder Unitrust. Sau khi Barron Hilton qua đời, tài sản của Unitrust sẽ được chuyển cho Quỹ Hilton mà Barron ở vị trí Chủ tịch.
Vào ngày 25 tháng 12 năm 2007, Barron Hilton tuyên bố rằng ông sẽ để lại khoảng 97% tài sản của mình (ước tính khoảng 2,36 tỷ đô la)  cho một đơn vị từ thiện mà cuối cùng sẽ được sáp nhập với Quỹ Conrad N. Hilton. cho một đơn vị từ thiện mà cuối cùng sẽ được sáp nhập với Quỹ Conrad N. Hilton. Bằng việc để lại tài sản của mình cho Quỹ, Barron không chỉ quyên tặng tài sản đã tự mình tích lũy, mà còn trả lại cho Tổ chức Conrad N. Hilton, gia tài của Hilton được cha gây dựng, mà nếu không thì Barron đã không đấu tranh di chúc của cha mình.

## Di sản
- Quỹ Conrad N. Hilton Foundation được Conrad N. Hilton thành lập năm 1944 với sứ mệnh làm nhẹ bớt khổ đau của mọi người trên thế giới.
- Conrad N. Hilton Humanitarian Prize được quỹ Conrad N. Hilton Foundation sáng tạo năm 1996
- Conrad N. Hilton College là nơi đào tạo chuyên ngành nhà hàng khách sạn của Đại học Houston được đặt theo tên của Conrad Hilton.
- Thư viện Conrad N. Hilton Library tại khuôn bviên Hyde Park campus của trường the Culinary Institute of America.
- Giáo sư chủ nhiệm về đạo đức kinh doanh Conrad N. Hilton, giải thưởng The Hilton Distinguished Entrepreneur Award và giáo sư kinh doanh được ưu đãi mang tên Conrad N. Hilton tại College of Business Administration thuộc Đại học Loyola Marymount.

## Tự truyện
- Be My Guest, Autobiography of Conrad Hilton (Prentice-Hall, Inc. 1958)
- Inspirations of an Innkeeper (in nội bộ, 1963)